# Mitsuoka Galue
La Mitsuoka Galue est une automobile avec un châssis d'une Nissan Teana.
La devise de la marque est " Notre contribution à la société: apporter aux gens la joie de voir réaliser leurs rêves".